# Vallgris
Vallgris, eller vaktegris, kallades en gris som i äldre tid hade till uppgift att valla får. Bruket av vallgris har under 1800-talet och tidigt 1900-tal dokumenterats från framför allt tre områden i Sverige: 1) Åtta socknar i sydöstra Kronobergs län, 2) Asarum i Blekinge samt 3) Västbo härad i västra Småland och grannhäradet Kind i södra Västergötland. Det är dock troligt att vallgrishållning längre tillbaka i tiden haft ett betydligt större utbredningsområde i Småland, Västergötland och Blekinge.

## Vallgrisens liv
Historikern Lars J Larsson refererar i Kronobergsboken 1991 följande uppteckning rörande vallgrishållning i Vissefjärda socken. Sagesman var en G.A. Hartman, född 1888.
| ” | Hemma på min föräldragård hade vi som fårvaktare en gris. Denna släpptes in till fåren i kätten på vintern – det var således en pattagris, alltså född på hösten. Han fick under vintern bekanta sig med fåren, och när betesgången började på våren, fick han luffa med till hagen och vara där tills fåren hämtades hem på kvällen. Men en gång om dagen, vid middag, bar vi till honom en bytta foder. Då han hörde oss komma, sprang han och mötte oss med blixtfart, men sen han ätit gav han sig iväg igen till fåren. Han fick dessutom mat på morgonen innan avfärden till hagen, samt vid återkomsten på kvällen. Denna gris var mycket effektiv fårvaktare, för aldrig vågade räven sig fram för att knipa får eller lamm, när grisen var med. | „ |

Vallgrisen, som alltså vuxit upp med fåren, uppfattade dessa som sin egen flock, vilken den försvarade mot alla faror.

## Grisen som rovdjursbekämpare
Att vallgrisar ofta föredrogs framför vallhundar berodde på deras oräddhet och styrka. Några moderna grisar rörde det sig inte om. De småländska skogssvinen var nära släkt med vildsvinet och gick i äldre tid lösa i ollonskogen under en stor del av året, varför det nog kunde hända – så länge vildsvin ännu fanns i skogarna – att denna släktskap ibland blev förnyad. Dessa grisar var, skriver Lars J Larsson, ”högbenta, arga, långtrynade skogssvin med sjutums borst på ryggen. Sådana svin kunde vara livsfarliga, och landskapslagarna innehåller många bestämmelser om böter för vårdslösa svinägare.”
Såväl gyltor som galtar kunde bli goda vallgrisar. Gyltorna ansågs vara mer "moderliga" – men i varje fall under åren 1810–1850, då vargplågan var som störst i Småland, tycks galtar ha föredragits. Dessa skogssvinsgaltar verkar ha haft en naturlig fallenhet för att bekämpa varg. Från denna tid finns också berättelser om strider mellan vallgrisar och vargar, där de senare dragit det kortaste strået. I Almundsryd blev till exempel en angripande varg dödad av en vallgalt omkring år 1850. Från Göteryd berättas om en vallgalt som hade ovanan att ibland smyga iväg till ett närbeläget brännvinsbryggeri, där den sörplade i sig av den sprithaltiga dranken. På hemvägen råkade den vid ett tillfälle i slagsmål med en varg. Striden slutade oavgjort. Vargen blev visserligen bortkörd och illa tilltygad – men klarade sig undan med livet. ”Utgången kanske hade blivit en annan om vallgrisen varit fullt nykter”, trodde Gunnar Brusewitz, som omtalar fallet i boken Vargen, 1986.